# الجمعية السعودية للجودة
الجمعية السعودية للجودة جمعية مهنية أهلية غير ربحية ذات شخصية اعتبارية وذمة مالية مستقلة، أنشئت بقرار مجلس الوزراء وتعمل تحت إشراف وزارة التجارة والاستثمار، ومقرها الرئيس العاصمة الرياض.

## الأهداف
- تحسين جودة الخدمات والمنتجات والمعلومات وتطويرها.
- نشر ثقافة الجودة ومفاهيمها.
- الحث على تطبيق الجودة في القطاعين الحكومي وغير الحكومي.
- الإسهام في مجال الجودة بوصفها مركزا للخبرة.

## مجلس الإدارة
د. فهد بن خلف البجيدي. رئيس المجلس
د. خالد بن خضر خالد. نائب الرئيس
د. محمد بن سعد العوني. عضو المجلس ورئيس لجنة التدريب والأمين المالي
أ. عبد العزيز بن عبد الله المحبوب. عضو
د. فهد بن حسين عشري. عضو
د. صالح بن هادي آل منصور. عضو
د. حسين بن عبد الله الشيخي. عضو
د. سعيد بن حمود الزهراني. عضو
م. سالم بن عبد الله الشهراني. عضو
أ. لافي بن ناصر البلوي. عضو